# Cendufe
Cendufe es una freguesia portuguesa del concelho de Arcos de Valdevez, con 2,11 km² de superficie y 403 habitantes (2001). Su densidad de población es de 191,0 hab/km².

## Galería

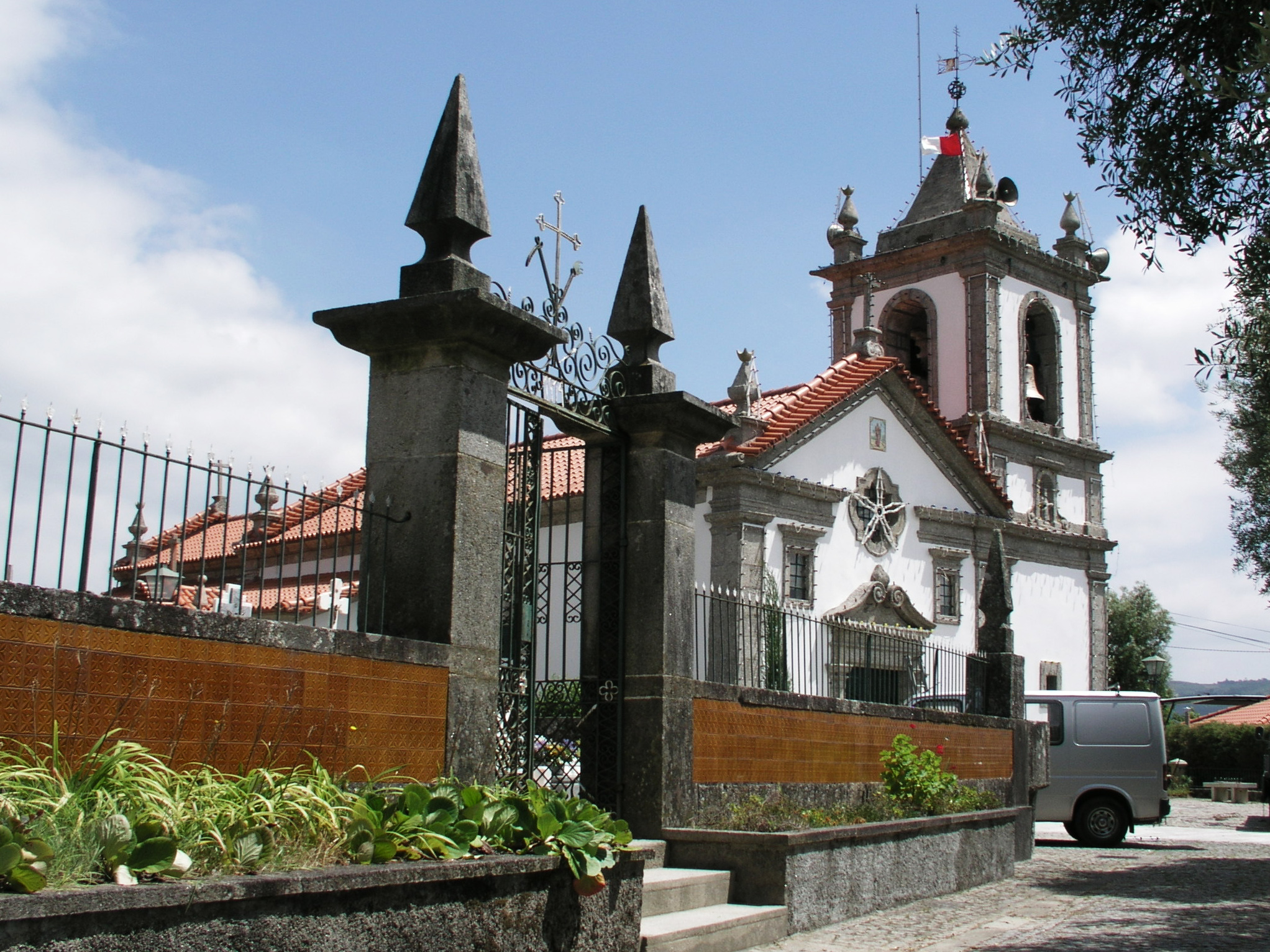
Iglesia de Cendufe